# 파푸세쿠
파푸세쿠(포르투갈어: papo-seco) 또는 카르카사(포르투갈어: carcaça)는 포르투갈의 롤빵이다. 밀가루, 소금, 물, 빵효모로 만들며, 때에 따라 우유, 버터, 올리브유, 설탕 등을 넣어 만들기도 한다. 아침 식사를 포함한 다양한 식사에 나오는 식사빵이며, 샌드위치를 만드는 데도 흔히 쓰인다.

## 같이 보기
- 프렌치롤
- 피스톨레